# Siguranța
Siguranța (rumän. für Sicherheit) war die Geheimpolizei im Königreich Rumänien, die von 1921 bis 1944 bestand. Ihr Hauptziel war es, gegen oppositionelle Parteien und Organisationen zu kämpfen. Ihrem Namen nach bestand die Siguranța bereits in Alt-Rumänien. Eine rumänische Sicherheitspolizei war bereits früher gegründet worden, nachdem die rumänische Regierung Schwierigkeiten hatte,  den Bauernaufstand von 1907 zu unterdrücken. Ihre Direktoren waren von 1924 bis 1940 Mihail Moruzov (1887–1940), von 1940 bis 1944 Eugen Cristescu (1895–1950). Während des Zweiten Weltkriegs wurden ihre Mitglieder in die Bukowina, nach Bessarabien und Transnistrien geschickt, um die Partisanenbewegung zu bekämpfen. Ihre Strukturen wurden mehrfach geändert, insbesondere beim Staatsstreich am 23. August 1944. Unvollständigen Angaben zufolge wurden von ihr im Laufe ihres Bestehens mehr als 75.000 Personen festgenommen.
Zur Situation in der Bukowina beispielsweise weist der Historiker Dietmar Müller darauf hin, dass die Armeeführung sowie die Gendarmerie und die Siguranţa völlig legal in massiver Weise in sämtliche Bereiche des gesellschaftlichen Lebens der Minderheiten eingreifen konnten.
Mit der Proklamation der Rumänischen Volksrepublik 1948 wurde die Siguranța aufgelöst, ihre Aufgaben wurden der Securitate übertragen („Abteilung für Staatssicherheit“).